# Amărăștii de Sus, Dolj
Amărăștii de Sus este satul de reședință al comunei cu același nume din județul Dolj, Oltenia, România.